# Tonanzio Ferreolo
Tonanzio Ferreolo (latino: Tonantius Ferreolus; 390 circa – 475) fu prefetto del pretorio della Gallia dal 451 al 452/453.

## Biografia
Nobile gallo, alcuni dei suoi antenati erano giunti al patriziato. Il padre e lo zio erano personaggi di rilievo, sua madre era figlia di Flavio Afranio Siagrio (console nel 382); sua moglie Papianilla, sorella del poeta Sidonio Apollinare, gli diede molti figli, tra cui Tonanzio e almeno altri due maschi. Possedeva una proprietà di nome Prusianum nei pressi di Nemausus (Nîmes), e un'altra, di nome Trevidos, forse dalle parti di Segodunum (moderna Rodez).
Fu Prefetto del pretorio delle Gallie, carica che ricoprì con notevole successo. Nel 451 provvedette alle contromisure per opporsi all'invasione degli Unni di Attila, riuscendo anche a sopperire alle richieste del generale romano Flavio Ezio, durante la sua campagna contro i barbari; con la sua capacità diplomatica riuscì a porre fine all'assedio di Arelate nel 452/453 da parte dei Visigoti di Torismondo; per il suo successo nella riduzione della pressione fiscale, ricevette ringraziamenti pubblici dai provinciali.
Nel 469 si recò a Roma, assieme a Taumasto e Petronio, per portare le accuse nel processo contro il prefetto del pretorio Arvando: ricevette lodi per il suo comportamento umile durante il procedimento. Successivamente visse una vita cristiana "degna di un prete".